# Présentation de Marie au Temple
Ne doit pas être confondu avec Présentation de Jésus au Temple.

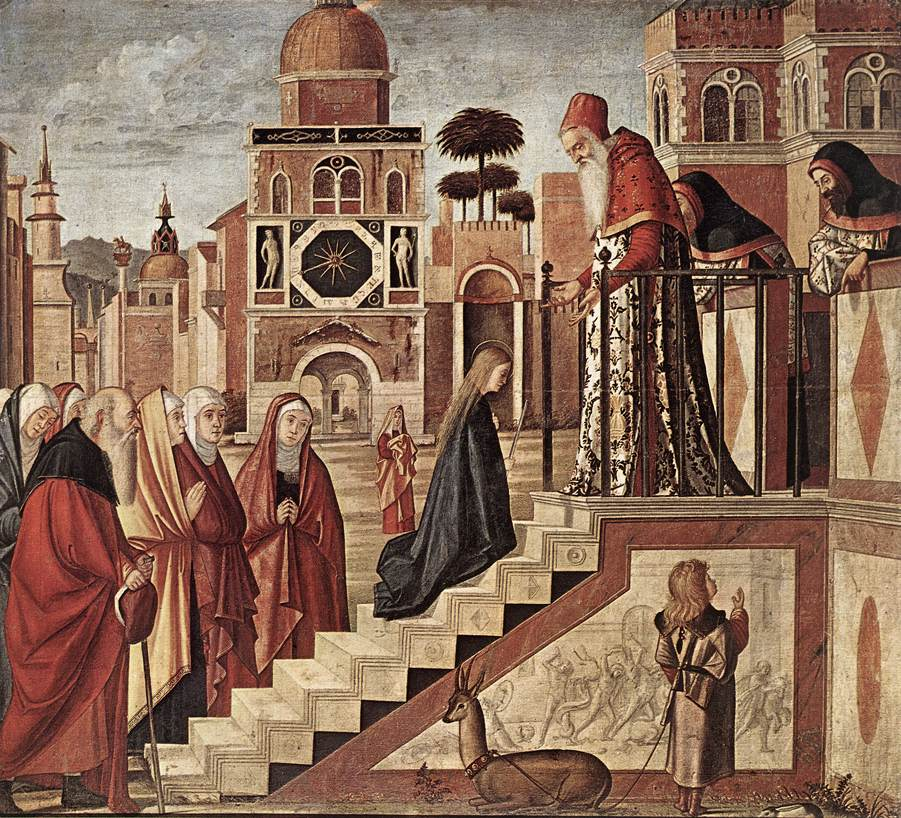
La Présentation de Marie au Temple, par Vittore Carpaccio (entre 1504 et 1508), pinacothèque de Brera, Italie.

Pour le tableau de Titien, voir La Présentation de Marie au Temple (Titien).
La Présentation de Marie au Temple (en grec moderne Εισόδια της Θεοτόκου  / Eisódia tis Theotókou) est une fête catholique (considérée comme une mémoire obligatoire) et orthodoxe (une des Douze Grandes Fêtes). Elle est aujourd'hui célébrée le 21 novembre en Occident comme en Orient.

## Origines
Le Nouveau Testament ne contient aucun détail sur l'enfance de Marie. Le Protévangile de Jacques (ch. 6-10), texte apocryphe, comble ce silence depuis le IIe siècle au moins. Marie, qui était miraculeusement née de Joachim et Anne, ses parents, alors qu'ils étaient dans leur vieillesse et ne pouvaient plus espérer avoir d'enfant, est présentée par eux au Temple de Jérusalem, selon leur promesse, encore toute petite (3 ans), pour s'y préparer au rôle qu'on lui pressent dans la rédemption d'Israël. Le texte dit qu'elle « dansa ce jour-là, et ne se retourna pas en arrière ». Et elle resta dans le Temple, nourrie « par un ange » (une aide providentielle), jusqu'à l'âge de sa majorité (qui était de 12 ans), âge auquel elle fut accordée en fiançailles à Joseph. Elle s'occupait à tisser le voile du Temple avec de la laine pourpre, allusion au Sang du Christ versé en Jésus et au ciel qui s'est déchiré à sa mort. Par ailleurs, selon les sources juives, des jeunes filles étaient engagées spécialement pour le tissage de treize tentures que l'on utilisait dans le Temple.
L'institution de la fête est liée au règne de Justinien, le 20 novembre (543) étant la date de la dédicace d'une église dédiée à la Mère de Dieu (la Nea) qu'il fit construire à Jérusalem, selon Cyrille de Scythopolis (Vie de Jean l'Hésychaste, ch. 20).

## Fête et office religieux

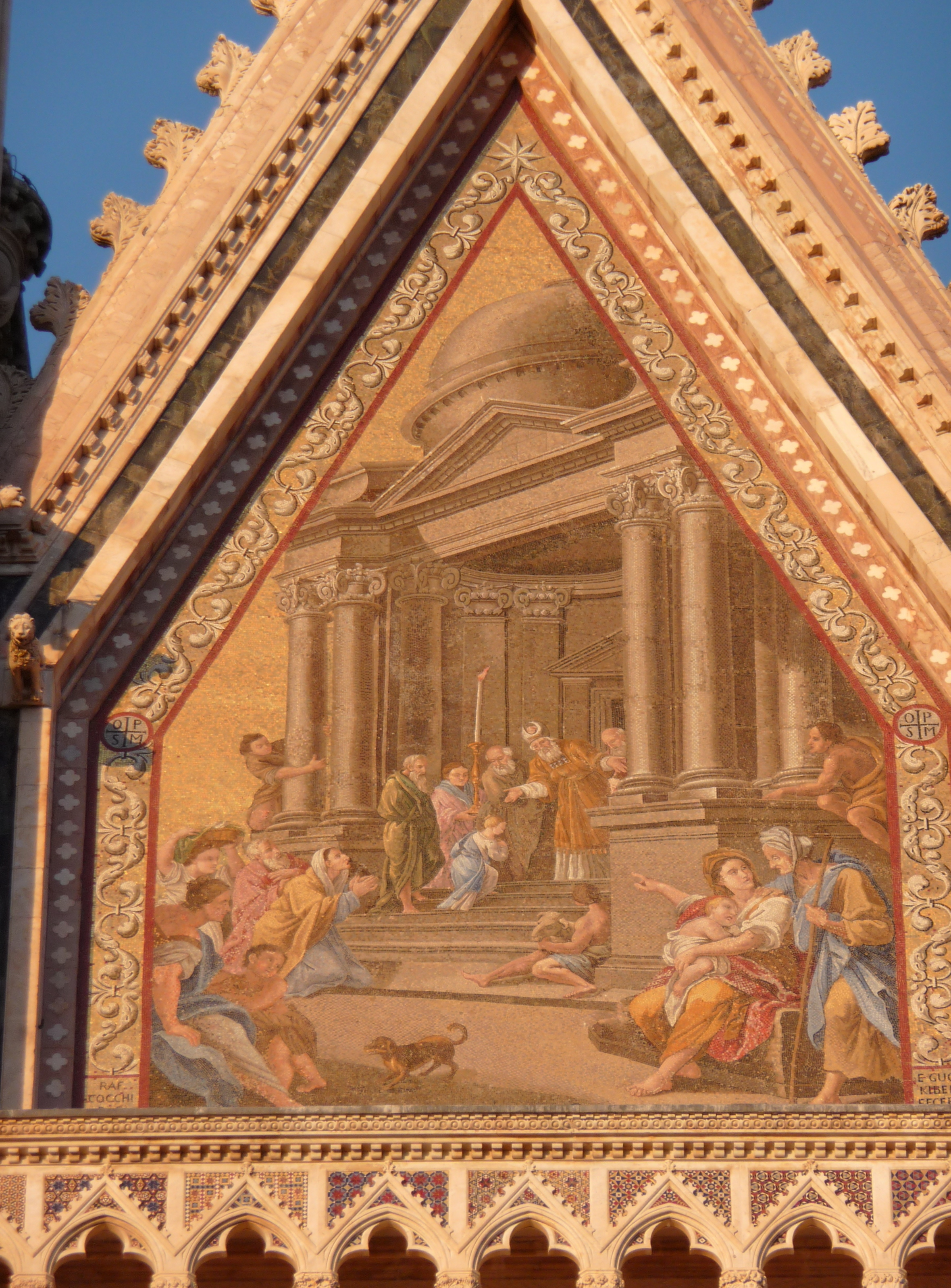
Présentation de Marie, façade de la Cathédrale d'Orvieto.

Originaire de Jérusalem, la fête s'est répandue dans tout l'Orient chrétien puis, du fait de la piété mariale, elle fut répandue en Occident dès le haut Moyen Âge à la suite de la diffusion en latin de l'Évangile du Pseudo-Matthieu, lui-même repris et enrichi dans le De Nativitate Mariae.
Philippe de Mézières est l'auteur d'un Office de la Présentation de la Vierge, théâtral, mais ce n'est pas lui qui composa l'office religieux. Présentée au pape Grégoire XI, à Avignon le 21 novembre 1372, cette fête fut solennellement étendue à toute l'Église en 1585 par le pape Sixte V.

## Marie modèle de la vie consacrée
Par-delà les anciens récits qui rapportent la présentation de Marie au Temple, les Églises d'Orient et d'Occident font mémoire de l'offrande que Marie fit d'elle-même à l'aube de sa vie consciente. Tous les chrétiens peuvent découvrir en Marie (visage de l'église) le modèle de la vie consacrée,.

## Iconographie
- Domenico Ghirlandaio, fresque à Santa Maria Novella
- Le Tintoret, Madonna dell'Orto Venise
- Maître des panneaux Barberini (vers 1470), Musée des Beaux-Arts, Boston.
- Vittore Carpaccio, pinacothèque de Brera, Milan
- La Présentation de Marie au Temple du Titien
- La Présentation de la Vierge au Temple de Cima da Conegliano
- La Présentation de Marie au Temple, par Lavinia Fontana vers 1575-1580

## Galerie

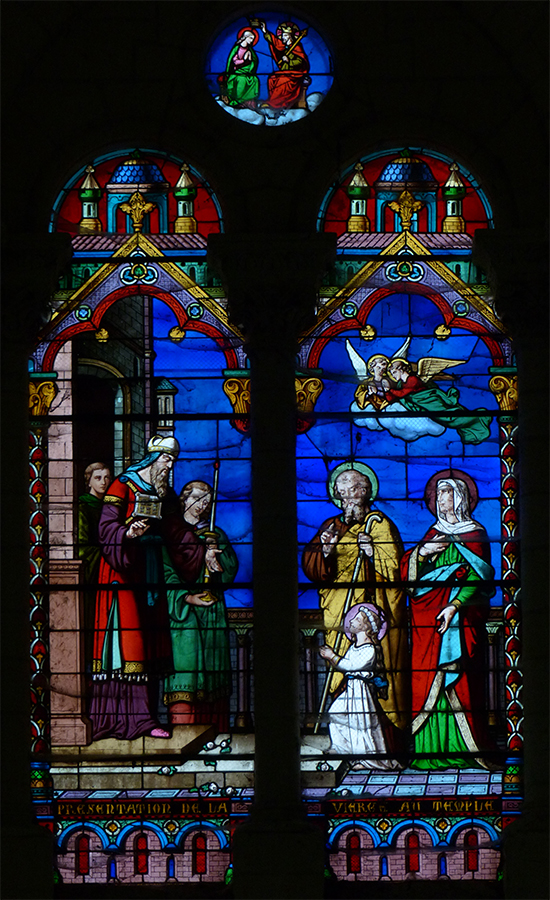
Présentation de la vierge au temple. Église Saint-Gervais-et-Saint-Protais de Brion (Maine-et-Loire).
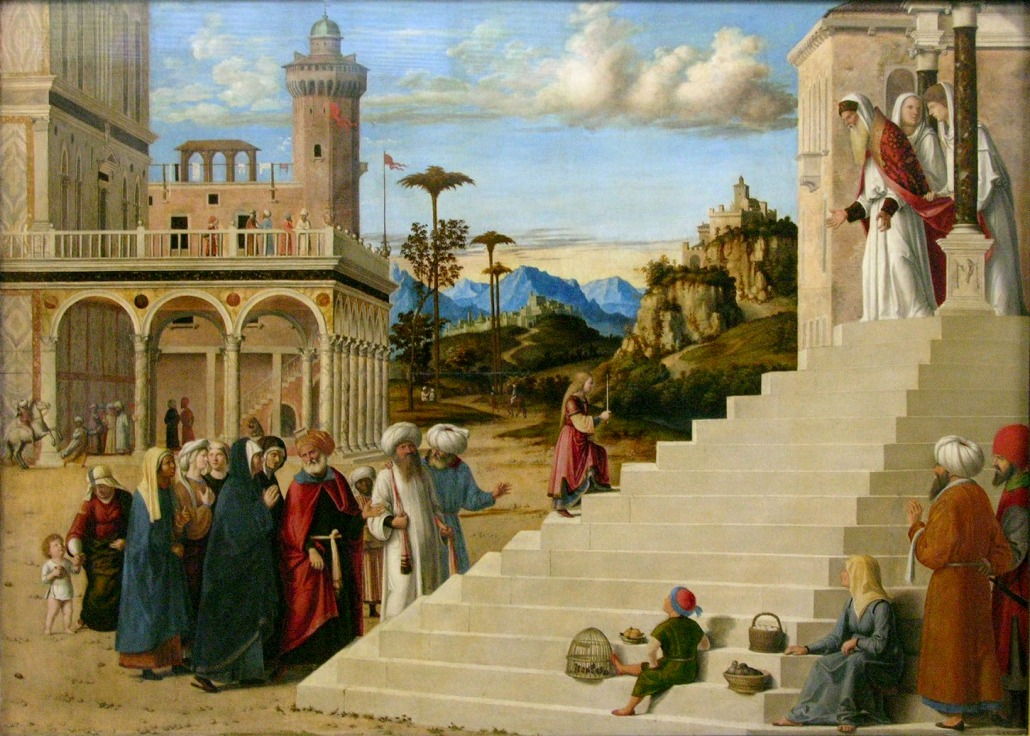
La Présentation de la Vierge au Temple, vers 1500, Cima da Conegliano, Gemäldegalerie Alte Meister.
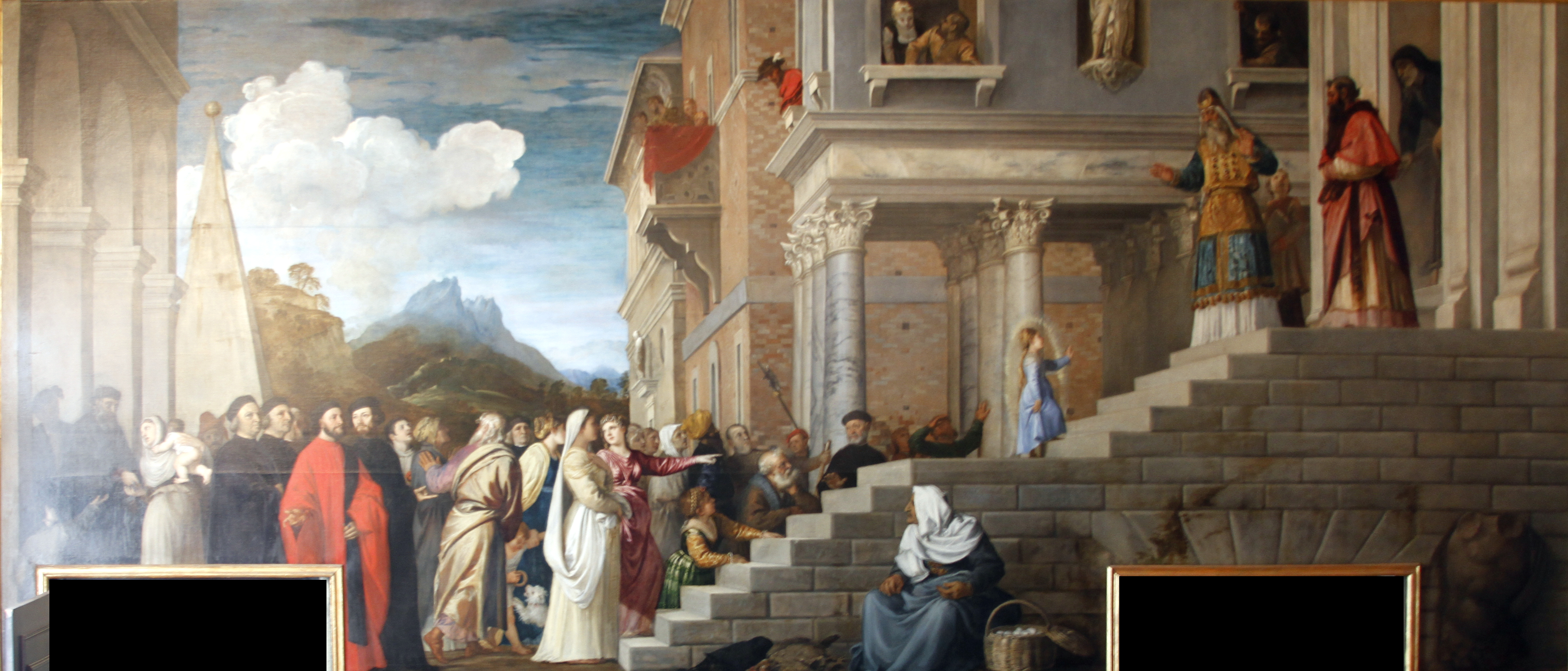
La Présentation de Marie au Temple, vers 1534/1538, Titien, Galeries de l'Académie de Venise.
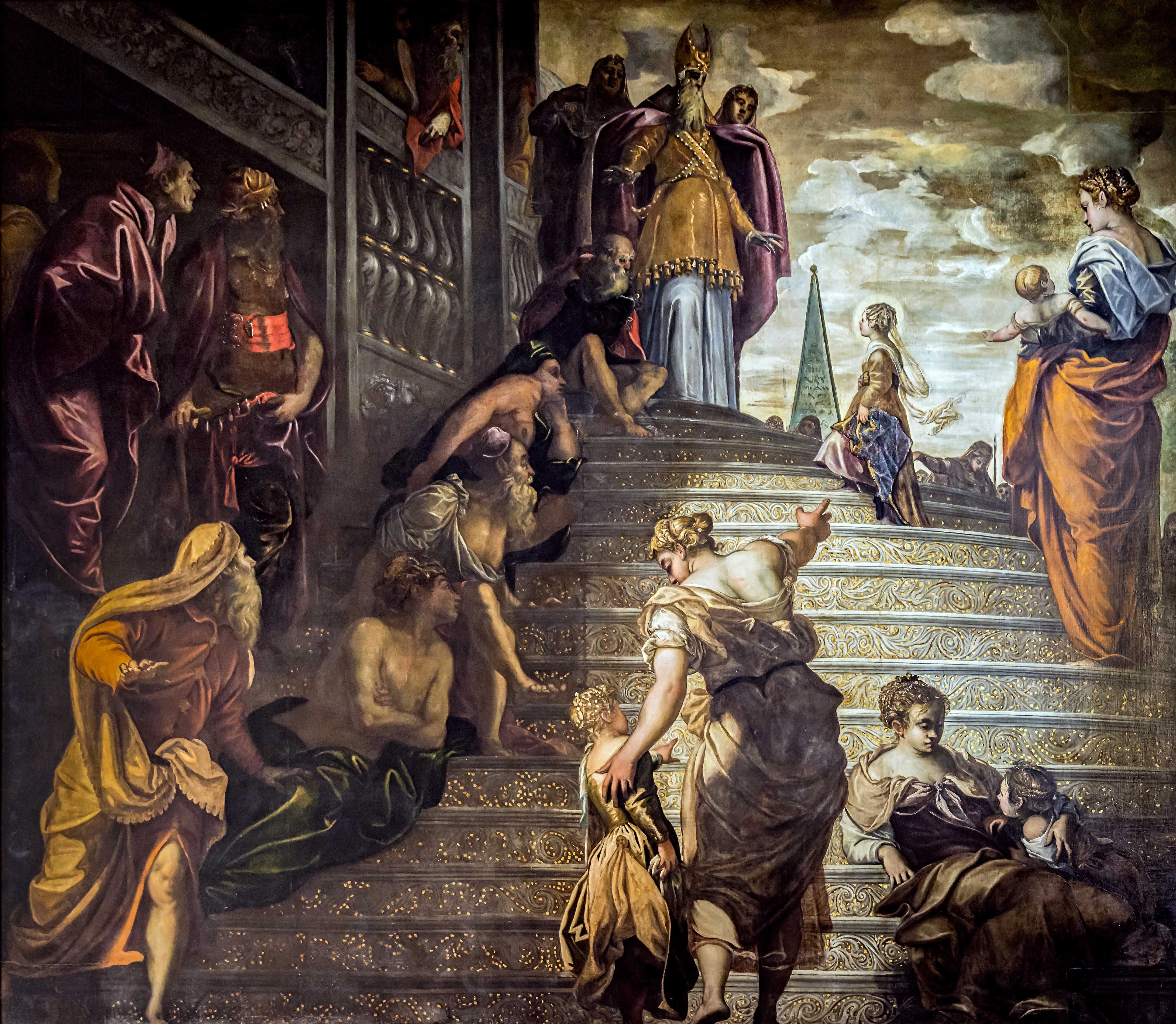
Présentation de Marie, vers 1552/1553, le Tintoret, Église de la Madonna dell'Orto, Venise.
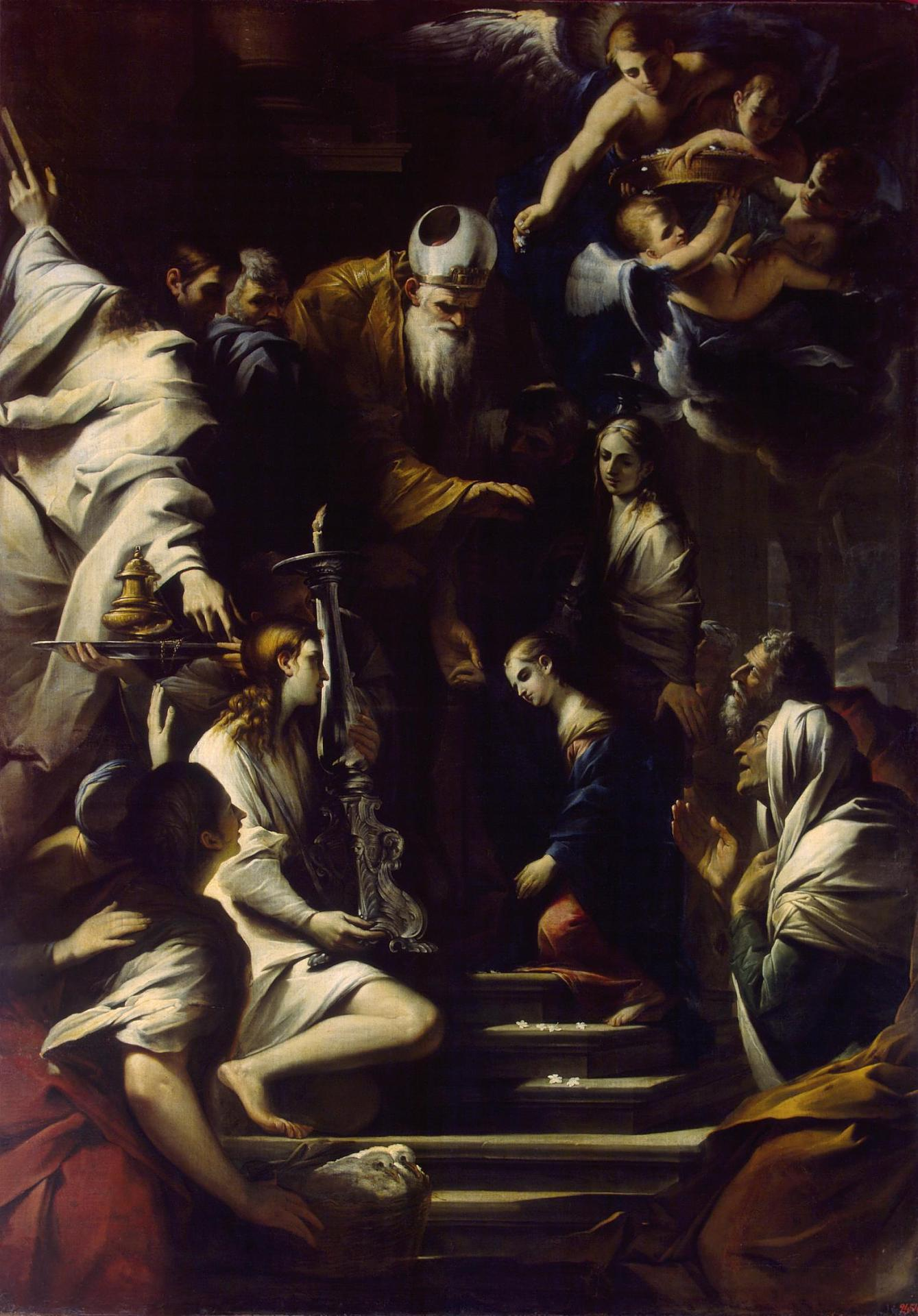
Présentation de la Vierge au Temple, vers 1641/1643, Pietro Testa, Musée de l'Ermitage.